# Reichskriegsgericht

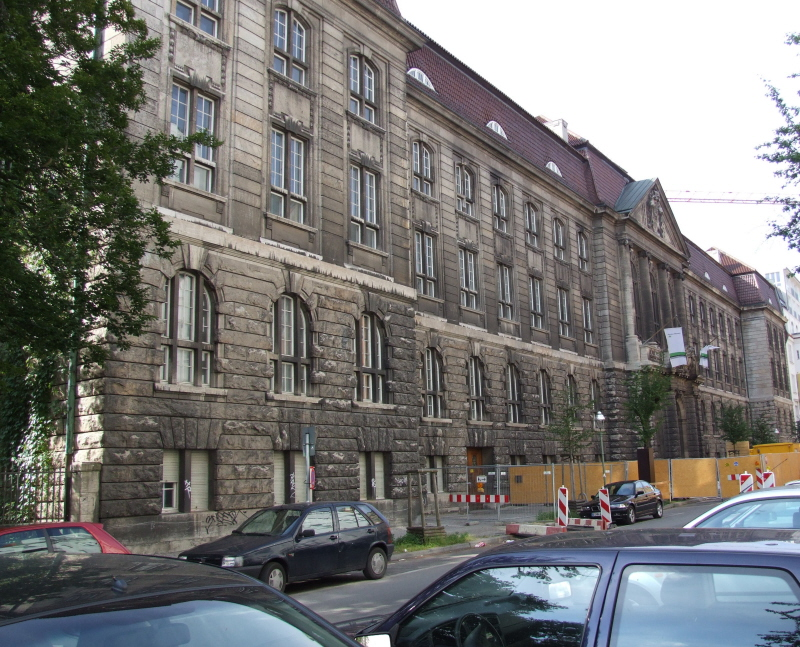
Reichskriegsgerichts byggnad vid Witzlebenstrasse i Charlottenburg.

Reichskriegsgericht (RKG) var under Nazityskland den högsta tyska militärdomstolen. Den hade sitt säte på Witzlebenstrasse i Charlottenburg i Berlin från 1936 till 1943 och flyttades därefter på grund av de allierades bombangrepp först till Potsdam och därefter till Torgau, där rättsförhandlingarna hölls fram till april 1945.

## Lagstöd och jurisdiktion
Under det tyska kejsardömet dömdes militärer av de dåvarande militärdomstolarna, vilket avskaffades 17 augusti 1920 i och med artikel 106 i Weimarkonstitutionen, med särskilt undantag för de flottister som befann sig ombord på Reichsmarines fartyg. 
Sedan oktober 1900 hade den översta rättsinstansen för militärer varit Reichsmilitärgericht.
Kort efter nazisternas maktövertagande återinfördes militärdomstolarna genom lag den 12 maj 1933. Reichskriegsgericht inrättades genom en ny lag daterad 1 oktober 1936 och fick då sitt säte i Berlin i den tidigare byggnaden för Reichsmilitärgericht.
Reichkriegsgericht var från andra världskrigets utbrott enligt paragraf 14 i förordningen om militära brottmål i krig och vid särskilda insatser endast första rättsinstans i fall som rörde brott som högförräderi, landsförräderi och krigsförräderi, utom för hären i fält, i operativt område samt för personer på Kriegsmarines fartyg till sjöss. Dessutom hade den ansvar för grova fall av undergrävande av försvarskraften (Wehrkraftzersetzung) enligt femte paragrafen avsnitt 1 i Kriegssonderstrafrechtsverordnung. Den hade även ansvar för krigsvägran av religiösa skäl. Reichskriegsgericht var slutligen även ansvarig för alla brottmål mot officerare av generals respektive amirals rang.
Genom 7. Durchführungsverordnung zur Kriegsstrafverfahrensordnung daterad 18 maj 1940 inskränktes Reichskriegsgerichts fulla domsrätt vid fall rörande undergrävande av försvarskraften. För civila överfördes detta ansvar i maj 1940 av Reichsjustizministerium till specialdomstolerna. Genom förordning den 29 januari 1943 fick Volksgerichtshof det huvudsakliga ansvaret för fall rörande "offentligt undergrävande" (öffentlicher Zersetzung) samt på begäran även fall av "avsiktlig värnpliktsvägran" (paragraf 5 avsnitt 1 i Kriegssonderstrafrechtsverordnung).
Reichskriegsgerichts ordförande hade rätt att bekräfta eller upphäva domar, såvida inte Adolf Hitler som "överste rättskipare över Wehrmacht" förbehöll sig själv denna rätt.

## Organisation
Reichskriegsgericht hade sitt huvudsäte på Witzlebenstrasse 4–10 i Charlottenburg från 1936 till 1943. Bombanfallen från de allierade mot Berlin gjorde att man detta år flyttade rätten från Berlin, först till Potsdam och sedan till Zieten-kasernerna i Torgau. Den 15 april 1945 upphörde domstolens verksamhet. Kommandostaben för Reichskriegsgericht arresterades den 5 maj på slottsgodset i Kundratitz i Mähren. Efter krigsslutet blev domstolens tidigare byggnad i Berlin från 1946 till avslutningen av den allierade ockupationen säte för Berlins Kammergericht. Sedan 1990-talet har byggnaden byggts om till ett hundratal lyxlägenheter. Flera minnestavlor vid byggnaden påminner om de justitiemord som begicks av nazisternas domstolar.
Den förste ordföranden för Reichskriegsgericht blev general Walter Heitz. Hans efterföljare blev från september 1939 till oktober 1944 amiral Max Bastian, som i sin tur följdes av infanterigeneralen Hans-Karl von Scheele. Max Bastian var under sjukdom från 1943 till 1944 även temporärt ersatt av ställföreträdaren Paul von Hase. Fram till krigsslutet 1945 tjänstgjorde sammanlagt 190 domare vid Reichskriegsgericht. Ingen av rättens ordförande hade någon avslutad juridisk utbildning eller tidigare erfarenhet av arbete vid domstol.
Reichskriegsgericht bestod av tre, från november 1941 fyra senater, som var för sig bestod av fyra militärjurister och tre officerare. Förhandlingarna leddes av en senatsordförande, som biträddes av ett Reichskriegsgerichtsrat samt tre officerare.  Under en kort period 1943 infogades även en central särskild militärdomstol för Wehrmacht. År 1945 reducerades senaterna till tre domare. Under Reichskriegsgericht låg även Reichskriegsanwaltschaft som åtalsmyndighet med tjugo militärjurister. Överåklagare vid denna var först Walter Rehdans och från 1943 Alexander Kraell.

## Domar
Från inrättandet av Reichskriegsgericht till krigsutbrottet 1939 utdömdes minst 15 dödsstraff för landsförräderi. Under denna period utdömdes också många ideologiskt motiverade domar utifrån nazismens ideologi och rättspraxis samt uppbyggandet av nazismens herravälde som politiskt system. De redan här synliga tendenserna och åtföljande "utvidgade rättstolkningarna" kan sättas i samband med de efter 1934 förändrade uppgifterna för en domare i den nazistiska staten. Redan vid denna tid hade "rasbrott" och politiska motiv blivit grund för domslut i högsta instans som inte nödvändigtvis överensstämde med folkets uppfattning i den nazistiska staten. Under tidsperioden från augusti 1939 till 7 februari 1945 utdömde Reichskriegsgericht 1 189 dödsdomar, därav 313 för landsförräderi, 96 för högförräderi, 24 för krigsförräderi, 340 för spionage och 251 för värnpliktsvägran och undergrävande av försvarskraften. Av dessa dödsdomar kom 1 049 bevisligen att verkställas.
Även om förordningen över särskilda brottsmål i krig och vid särskilda insatser förutsåg fängelsestraff för ringa brott, kom RKG så gott som alltid att utdöma dödsstraff i mål rörande krigstjänstvägran av religiösa grunder. Detta drabbade framförallt medlemmar av Jehovas vittnen och reformerade sjundedagsadventister. Efter många interventioner från präster övergick Reichskriegsgericht till att ge redan dömda krigsvägrare möjlighet att dra tillbaka sin vägran. I dessa fall utömdes ett fängelsestraff på tre till fyra år som skulle avtjänas efter kriget.
Förutom de särskilda domstolarna och Volksgerichtshof var även Reichskriegsgericht delaktig i processer efter Nacht und Nebel-dekretet. Från december 1942 till september 1943 genomförde RKG mer än 20 förhandlingar mot omkring 80 medlemmar av motståndsgruppen kring Arvid Harnack och Harro Schulze-Boysen. Här använde den andra senaten under Alexander Kraell den så kallade våldbrottslingsförordningen för att kunna bestraffa flera kvinnor hårt i fall där endast medhjälp kunde bevisas.
I en dom från 2 april 1940 utvidgade Reichskriegsgericht betydelsen av begreppet "offentligt" även till privata samtal, så att varje "defaitistiska yttrande" skulle kunna anses vara undergrävande av försvarskraften. Som "utmärkande för praxis i Reichskriegsgericht" räknar Norbert Haase de drakoniska domarna enligt mycket brett tillämpliga nazistiska straffrättsliga lagar, de slutna förhandlingarna i hemligstämplade processer, den ofta tillämpade hemligstämplingen av åtal och en möjlighet till försvar som ofta inskränktes till alibin. Under andra världskriget ändrades de vägledande grunderna för rättens arbete och processgången till förmån för vad som ansågs militäriskt ändamålsmässigt och nödvändigt för kriget enligt nazismens världsåskådning.

## Upphävande av domslut
År 1998 trädde en lag i kraft, Gesetz zur Aufhebung nationalsozialistischer Unrechtsurteile in der Strafrechtspflege, som schablonmässigt upphävde nazistiska rättsvidriga brottmålsdomar som "utdömt straff som stred mot elementära rättsprinciper". Bland dessa domar faller även många domar i Reichskriegsgericht. Med ett tillägg i denna lag från 2002 kom domarna under Nazityskland mot desertörer och homosexuella också att upphävas. Först med en ytterligare utvidgning av lagen från 2009 kom även domarna för krigsförräderi att upphävas genom lag.